# Клара Кампоамор
Клара Кампоамор (шп. Clara Campoamor; Мадрид, 12. фебруар 1888 — Лозана, 30. април 1972) била је шпанска политичарка и феминисткиња позната по свом активизму за женска права, укључујући и право гласа током писања Шпанског устава из 1931.
Њени родитељи били су припадници радничке класе, па је са 13 година почела да ради као кројачица, а касније се нашла на бројним позицијама у влади, након чега је уписала право на Универзитету у Мадриду. Постала је активна чланица бројних женских организација и кандидовала се за место у уставотворној скупштини 1931, које је на крају и добила, заједно са две друге жене, упркос чињеници да Шпанкиње у то време још нису добиле право гласа. Њено деловање значајно је утицало на то да новим уставом буде загарантовано опште право гласа, а самим тим и женско право гласа. Касније је изгубила место у парламенту и на кратко је била министарка пре него што је напустила земљу током Шпанског грађанског рата. Преминула је 1972. у Швајцарској, а њен пепео је касније пренет у Сан Себастијан.